# Crystal Eyes
I Crystal Eyes sono una band heavy metal svedese formata nel 1992. Il cantautore e chitarrista Mikael Dahl è l'unico membro fondatore rimasto nella band. Nel 2009 è stato annunciato che il cantante Søren Nico Adamsen avrebbe lasciato la band e che Mikael Dahl avrebbe ripreso quel ruolo. Nel 2012 il chitarrista Paul Petterson lasciò la band e fu rimpiazzato dal vecchio chitarrista, Nicola Karlsson. L'11 maggio del 2012 la band ha celebrato il suo ventesimo anniversario con un concerto speciale, dove hanno cantato canzoni di tutti i loro album.

## Discografia
- 1999 - World of Black and Silver
- 2000 - In Silence they March
- 2003 - Vengeance Descending
- 2005 - Confessions of the Maker
- 2006 - Dead City Dreaming
- 2008 - Chained
- 2014 - Killer
- 2019 - Starbourne Traveler

## Formazione

### Formazione attuale
- Mikael Dahl - voce, chitarra, pianoforte (1992-presente)
- Claes Wikander - basso (1997-presente)
- Henrik Birgersson - batteria (2016-presente)
- Jonatan Hallberg - chitarra (2017-presente)

### Ex componenti
- Christian Gunnarsson - basso (1992-1993)
- Niclas Karlsson - chitarra (1992-1995, 2006-2007, 2012-2015)
- Mikael Blohm - basso (1993-1995)
- Fredrik Gröndahl - batteria (1993-1994)
- Martin Tilander - batteria (1994-1995, 2014-2016)
- Kim Koivo - basso (1995-1996)
- Kujtim Gashi - batteria (1995-2001)
- Jukka Kaupaamaa  - chitarra (1995-1997)
- Marko Nicolaidis - basso (1996-1997)
- Jonathan Nyberg - chitarra (1997-2006)
- Stefan Svantesson - batteria (2001-2014)
- Søren Nico Adamsen - voce (2005-2009)
- Paul Petterson - chitarra (2007-2012)

### Musicisti live
- Daniel Heiman - voce (2005)